# 幸せはシャンソニア劇場から
『幸せはシャンソニア劇場から』（原題:Faubourg 36）は、2008年のフランス・ドイツ・チェコ映画。
1930年代をイメージしたフランク・トマとライン・ハルト・ワーグナーのシャンソンをモチーフにクリストフ・バラティエがシナリオを書いたシャンソン映画である。
スクリーン・ミュージックが後から作られるのでなく、先に楽曲ありきであり、原案に作詞のフランク・トマと作曲のライン・ハルト・ワーグナーの名があるのは、そのためである。

## ストーリー
1936年のパリで、下町の人々から長年愛されていたミュージック・ホール「シャンソニア劇場」が不況のために閉館することになった。そこで長年裏方として働いていたピゴワルはショックで酒に溺れる毎日を送っていた。そんな中、ピワゴルの息子のジョジョが補導され、離婚した妻に親権を取られることになった。ピゴワルは息子を取り戻すため、かつての仲間を集めてシャンソニア劇場を再建しようとする。

## キャスト
| 役名         | 俳優                             | 日本語吹替 |
| ------------ | -------------------------------- | ---------- |
| ピゴワル     | ジェラール・ジュニョ             | 鈴木清信   |
| ミルー       | クロヴィス・コルニアック         | 河本邦弘   |
| ジャッキー   | カド・メラッド                   | 塩屋浩三   |
| ドゥース     | ノラ・アルネゼデール             | 宇乃音亜季 |
| ラジオ男     | ピエール・リシャール             | 一ノ瀬雅彦 |
| ギャラピア   | ベルナール・ピエール・ドナデュー | 中村浩太郎 |
| ジョジョ     | マクサンス・ペラン               | 高倉有加   |
| セレスティン | フランソワ・モレル               |            |
| ヴィヴィアン | エリザベート・ヴィタリ           | 幸田知子   |
| クレメント   | フレデリック・パパリア           | 江頭浩司   |

- その他の日本語吹き替え:岡哲也／田坂浩樹／間宮康弘／里卓哉／山端零／板取政明／幸田知子／江頭浩司／布川学／行仕和也／松本奈巳／富永佳恵

## スタッフ
- 監督：クリストフ・バラティエ
- 製作：ジャック・ペラン、ニコラ・モヴェルネ
- 原案：フランク・トマ、ジャン・ミシェル・ドレンヌ、ラインハルト・ワーグナー
- 脚本：クリストフ・バラティエ
- 脚色：クリストフ・バラティエ、ジュリアン・ラプノー
- 撮影：トム・スターン
- 衣装：カリーヌ・サルファティ
- 音楽：ライン・ハルト・ワーグナー
- 作詞：フランク・トマ
- 日本語訳詞：加藤修滋
- 美術：ジャン・ラバス
- 字幕：丸山垂穂
- 主題歌歌唱：ノラ・アルネゼデール（フランス語）／岡山加代子（日本語）

## 日本上映成功プロジェクト
原案及び作詞のフランク・トマと日仏シャンソン協会 の協力のもと、映画公開前にテーマ曲「パリに恋して」の日本語訳詞楽譜及びカラオケ付カヴァーCDを全国のシャンソン歌手に無料配布し映画公開前に話題が作られた。
特にNHK名古屋制作の「さらさらサラダ」では、フランスからのシャンソン大使＝ヴェロニク・ペステルと日仏シャンソン協会の歌手たちのコラボレーションでプロモーション映画と歌声がON AIRされた。